# Língua bilua
Bilua, também chamado de Mbilua ou Vella Lavella, era conhecido pelos nativos no passado como vekalo pesio. A língua é falada nas ilhas de Vella Lavella e Ghizo, com aproximadamente 9.000 falantes distribuídos entre essas regiões. Segundo uma lenda, falantes do bilua chegaram à vila de Saeragi, em Ghizo, devido a uma migração da região de Bilua.
A ilha de Vella Lavella, localizada nas Ilhas Salomão, abriga cerca de 85 línguas indígenas, a maioria pertencente à família austronésia. No entanto, apenas quatro delas, incluindo o bilua, são classificadas como línguas papuas. Há debates sobre essa classificação, pois a família papua não é uma categoria linguística comprovada, mas sim um agrupamento de línguas que não pertencem à família austronésia (não-austronésias). O bilua já foi também classificado como uma língua Indo-Pacífica, mas não há evidências suficientes para sustentar essa hipótese.  Atualmente, alguns linguistas o consideram uma língua isolada. Segundo o estudo do linguista Kazuko Obata,o bilua pertence à subfamília Yele-Salomônica, dentro do ramo Salomônica Central da família papua.
Embora o bilua ainda seja uma língua ativa e não esteja em risco imediato de extinção, enfrenta a crescente influência do pijin. Essa língua é ensinada nas escolas e amplamente utilizada nas igrejas, que desempenham um papel central na vida dos habitantes de Vella Lavella.
O bilua utiliza o alfabeto latino e apresenta diversos fenômenos linguísticos, como a reduplicação de verbos, substantivos, adjetivos e numerais. Há a distinção de gênero na terceira pessoa em formas pronominais. Seu sistema de escrita inclui 16 consoantes e 5 vogais, seguindo uma estrutura silábica do tipo consoante-vogal (CV). A única exceção é a primeira sílaba, que pode ser apenas vocálica. Dessa forma, não ocorrem vogais seguidas na mesma sílaba, exceto na palavra ee, que corresponde a 'sim' em português.

## Etimologia

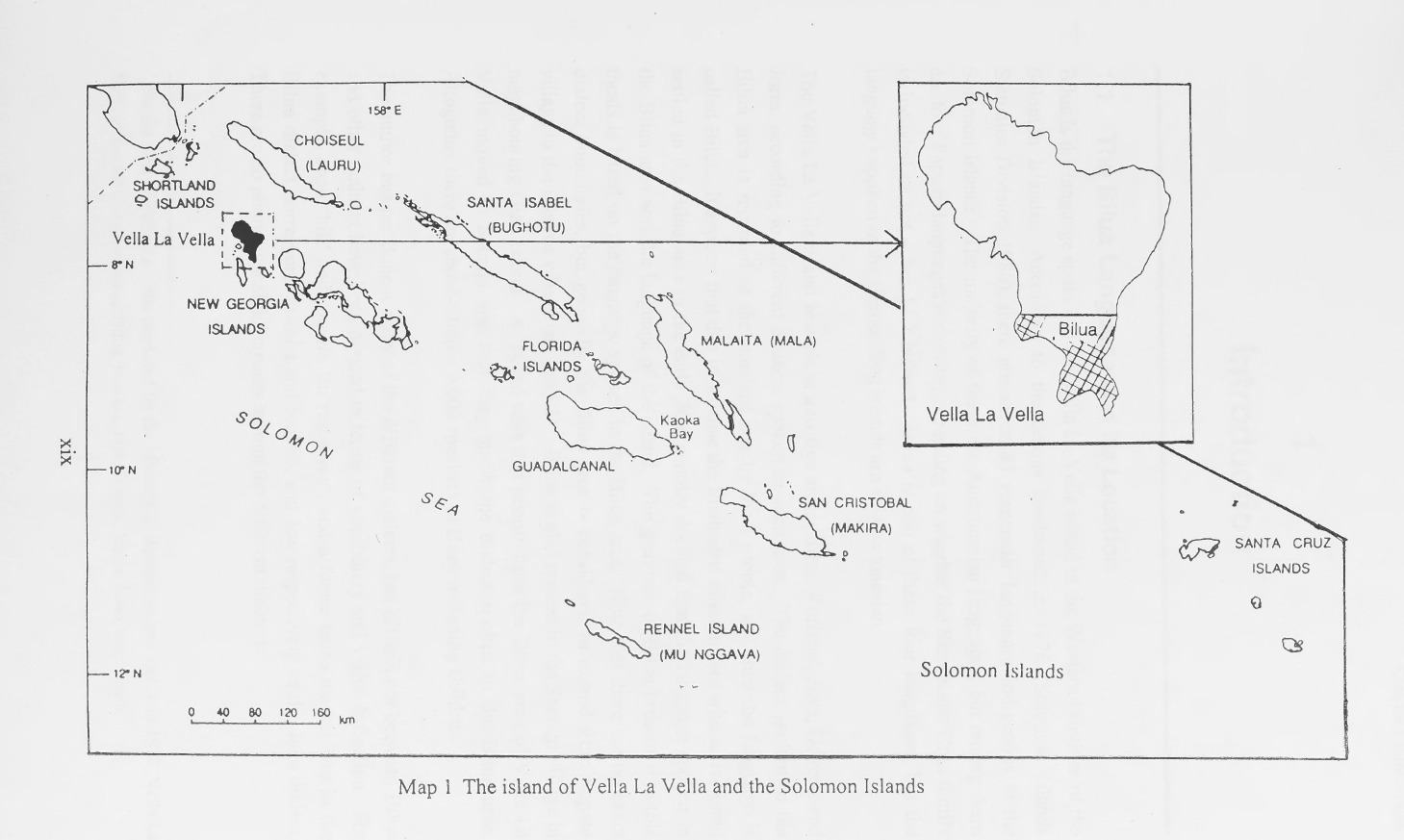
Mapa de Vella La Vella, dividida em 7 áreas: Bilua, Siromai, Java, Dovele, Irigila, Jorio e Supato. Em destaque, Bilua em forma de cone

Originalmente, a língua era chamada de vekalo pesio. O termo pesio significa 'palavra' ou 'língua', enquanto vekalo não possui uma tradução conhecida. Dessa forma, 'língua bilua' era expressa como vekalo pesio.
Acredita-se que o nome bilua tenha surgido por influência da língua falada em Choiseul, onde bilua era usado para designar uma colina em formato de cone. Posteriormente, os europeus adotaram o termo para se referir a uma faixa costeira inteira. Com a chegada dos missionários metodistas, a palavra passou a ser utilizada para nomear tanto a região de Vella Lavella quanto seus habitantes.
Devido à forte presença desses missionários, os próprios moradores começaram a chamar sua língua de bilua, com uma variação na grafia. Para refletir a pronúncia local, acrescentaram um 'm' no início da palavra, resultando em mbilua. No entanto, não há consenso sobre as origens exatas do termo bilua e sua relação com o a língua falada em Choiseul.

## Distribuição
Localizada na Oceânia, a Província Ocidental das Ilhas Salomão é a única região onde há falantes do bilua. A língua, com cerca de 9.000 falantes, é restrita a poucas áreas, sendo falada na ilha de Vella Lavella e em Ghizo. Em Vella Lavella, sua presença se concentra principalmente na região de Bilua, enquanto sua diáspora se estendeu apenas até a vila de Saeragi, em Ghizo.
A geografia da região também dificulta a comunicação e a disseminação da língua para além da ilha. Vella Lavella é montanhosa, coberta por uma floresta densa e de difícil travessia, o que pode contribuir para o seu isolamento linguístico. Embora ainda exerça influência local, o bilua é considerado vulnerável devido à crescente expansão do pijin.

### Dialetos e línguas relacionadas
Na mesma região, encontra-se o dialeto do bilua: ndovele.
| Ndovele  | Bilua       | Português |
| -------- | ----------- | --------- |
| maⁿdeu   | ɔmaⁿdeu     | um        |
| ariku    | ariku       | quatro    |
| ⁿdara    | ⁿdara       | sangue    |
| vuama    | uama        | cérebro   |
| kola     | kɔla        | fígado    |
| salosalo | siⁿdiki     | mosca     |
| raka     | moⁿdosapera | forno     |
| vaitu    | vairutu     | hoje      |
| saroro   | sarosaroro  | frio      |
| siusiu   | sitesite    | molhado   |

Nas Ilhas Salomão, há quatro línguas pertencentes à família papua: savosavo, touo (também conhecida como mbaniata), lavukaleve e bilua. Acredita-se que essas quatro línguas estão relacionadas. Aqui está uma das relações filogenéticas das línguas papua:
| Salomônica Central | \| Bilua \| Savosavo \| \| \| Savosavo \| \| Touo \| Lavukaleve \| \| \| Lavukaleve \| |
|                    | \| Bilua \| Savosavo \| \| \| Savosavo \| \| Touo \| Lavukaleve \| \| \| Lavukaleve \| |
| Bilua              | Savosavo                                                                               |
|                    | Savosavo                                                                               |
| Touo               | Lavukaleve                                                                             |
|                    | Lavukaleve                                                                             |

| Savosavo  | Touo          | Lavukaleve  | Bilua       | Português        |
| --------- | ------------- | ----------- | ----------- | ---------------- |
| ela/pa    | tʰufi/aroŋo   | dom/tetelom | ɔmaⁿdeu     | um               |
| aɤava     | āvo           | nun         | ariku       | quatro           |
| kineɤe    | masi          | kanimɔl     | uama        | cérebro          |
| kalakala  | na ōe         | hā          | kɔla        | fígado           |
| kuriɤiⁿdi | urusu         | sɔu         | siⁿdiki     | mosca            |
| eɤu       | ē/ēorō        | lē          | moⁿdosapera | forno            |
| aziɤa     | nei           | kɔsɔra      | vairutu     | hoje             |
| kakasu    | mbeuta        | vever       | sarosaroro  | frio             |
| susu      | susu-na       | ɔfu         | susu        | peito            |
| kuⁿdo     | korokako/ombu | kokoroko    | kɔkɔrakɔ    | galinha          |
| voñu      | ɤonu          | ŋgɔnu       | vɔñu        | tartaruga        |
| sisi      | havoro        | vivisa      | sisusisu    | flor             |
| ŋai tone  | ⁿdare         | kakal       | kaka        | irmão mais velho |
| nunu      | rive          | nau         | nunu        | terremoto        |

Apesar de algumas semelhanças, como nas palavras 'tartaruga', 'peito' e 'galinha', não é possível afirmar uma relação entre as línguas. Uma comparação entre os pronomes dessas línguas permite identificar semelhanças mais significativas.
|                                  | Proto-Savosavo | Proto-Touo | Proto-Lavukaleve | Proto-Bilua |
| -------------------------------- | -------------- | ---------- | ---------------- | ----------- |
| 1a pessoa singular               | a-ɲi           | e̤i         | ŋai              | ani/aŋai    |
| 2a pessoa singular               | no             | noe        | ŋ0               | ŋo          |
| Inclusiva/2a pessoa não singular | me             | me         | me               | me          |
| 1a pessoa exclusiva              | a-             | e̤-         | e                | e-          |

## História

### História da língua
A língua bilua não era originalmente igual à versão falada nos dias atuais. Ela foi introduzida na região pelo povo Bava, forasteiros que dizimaram a população original.
Ao longo do tempo, o bilua incorporou empréstimos linguísticos de outras línguas de ilhas próximas, influenciado, em parte, pelo casamento entre tribos. Além disso, o pijin, ensinado nas escola da região de Bilua, também exerce influência sobre a língua, resultando em alternância entre ambas durante a fala. Línguas de Choiseul e outras línguas oceânicas também deixaram marcas no bilua. Atualmente, o bilua enfrenta desafios na sua transmissão, pois não é usado diariamente em muitos contextos.
No século XIX, o povo bilua se enfraqueceu devido às guerras internas, permitindo a chegada das missões metodistas. A desestabilização política permitiu ainda que os missionários assumissem um importante papel socio-político na sociedade. As pessoas então abdicaram do seu direito de administrar suas próprias políticas e deixaram tudo nas mãos dos metodistas, que agora eram o centro da vida social.
A primeira missão metodista em Vella Lavella foi estabelecida em 1906. Houve alguns conflitos, principalmente com Sito, um líder local acusado de matar alguns europeus. Nicholson, missionário metodista, apoiou os bilua. O conflito de Sito fez com que os europeus colocassem os bilua culpados de todos os eventos indesejáveis que ocorressem na região. Nicholson, ganhou a confiança dos bilua, pois não acreditava em sua culpa. Aos poucos, com estabelecimento dos metodistas, ocorreu a transição para o catolicismo, levanto o povo bilua a aceitar a nova autoridade.

### Proto-bilua

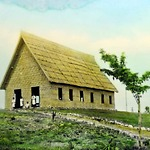
Igreja Metodista Ilha de Vella Lavella

A construção do proto-bilua vem da comparação entre esta língua e outras três: savosavo, touo e lavukaleve. A intenção era achar semelhanças suficientes entre as quatro para comprovar a existência de uma família linguística Salomônica Central. Devido ao alto contato com outras línguas e a perda durante o tempo, apenas alguns pronomes e numerais do proto-bilua se mantiveram no bilua atual. A reconstrução do proto-bilua entretanto, é puramente especulatória, com o objetivo de encontrar a família Salomônica Central. Por isso, não pode ser levada como definitiva. Estudos complementares a respeito ainda precisam ser feitos.

### História da documentação

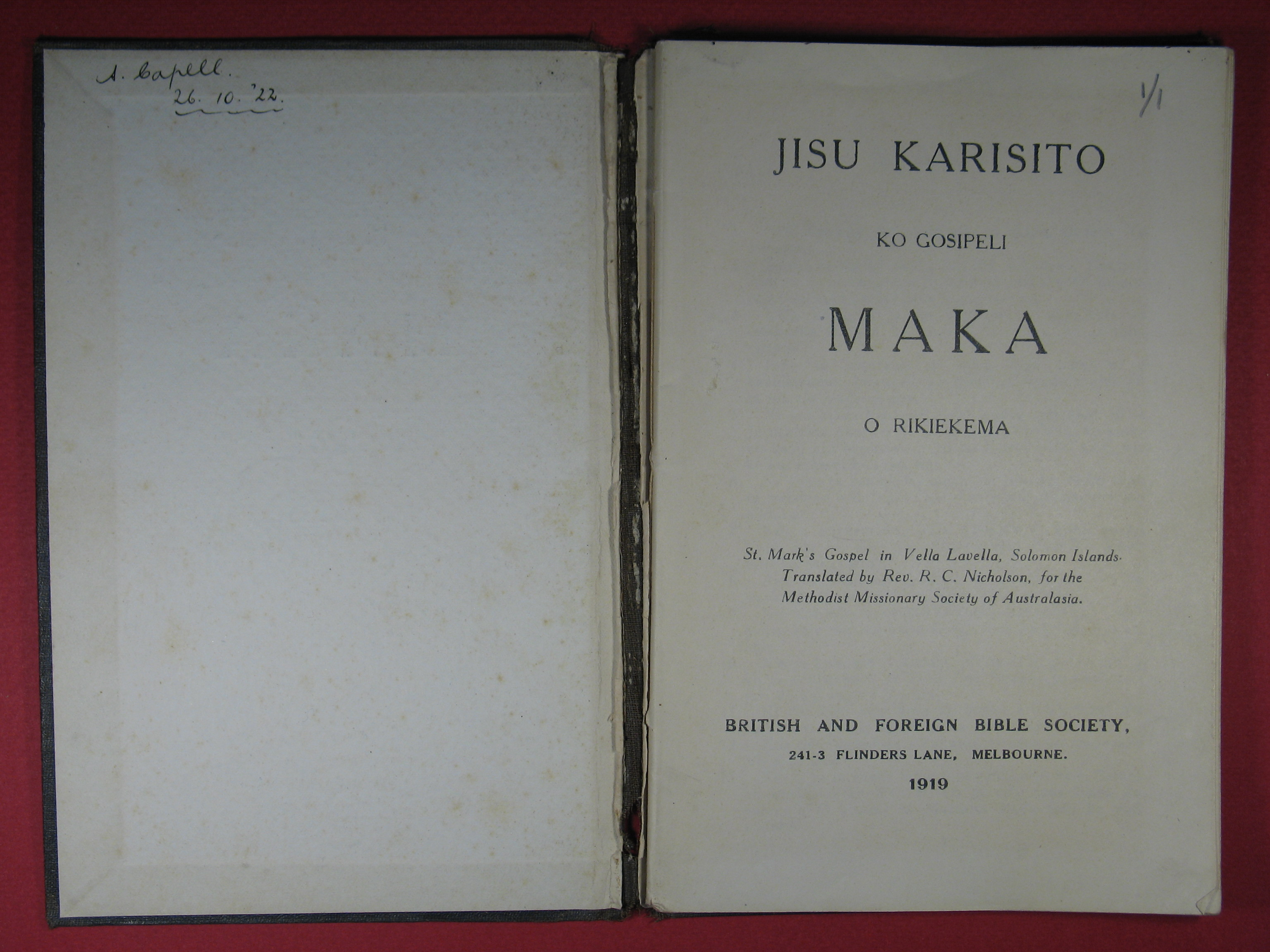
Página 1 - primeira página da tradução do novo testamento em bilua pelos missionários metodistas

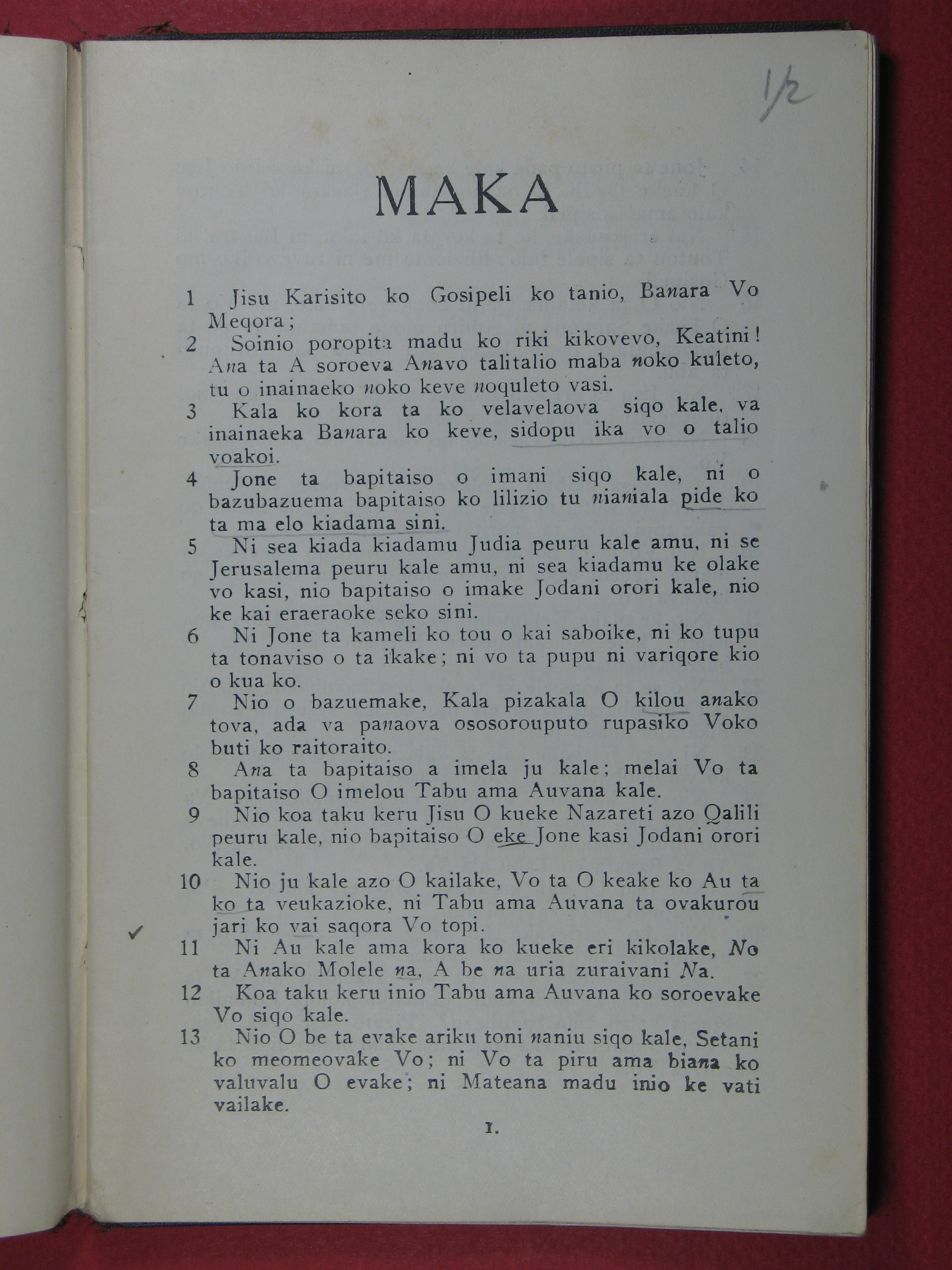
Página 2 - ensinamentos bíblicos traduzidos pelos missionários metodistas para o bilua

A documentação da língua bilua ainda é limitada. A primeira gramática completa foi publicada por Kazuko Obata em 2003, embora estudos anteriores, como os de Tryon e Hackman, já existissem.
O primeiro registro escrito conhecido é uma tradução da Bíblia para o bilua, feita em 1919. Essa iniciativa fez parte do trabalho das missões metodista que tiveram grande influência na sociedade local. Em 1920, um filme de 63 minutos foi produzido para divulgar suas atividades em Vella Lavella. Atualmente, há registros orais da língua, incluindo ensinamentos religiosos traduzidos para o bilua preservados em gravações.

### História do ensino
Antes da chegada dos europeus, a educação do povo bilua era baseada no exemplo. Os mais velhos ensinavam por meio da prática, transmitindo conhecimentos sobre pesca, agricultura e cultura. A língua era passada de geração em geração através da tradição oral, com foco na harmonia, na prevenção de conflitos e na cooperação. Os papéis de homens e mulheres eram bem definidos.
Os primeiros registros do bilua surgiram com a chegada dos europeus. As missões metodistas fundaram escolas para catequizar a população, ensinando alfabetização, técnicas industriais e religião. Os convertidos frequentemente  trabalhavam para os missionários como carpinteiros, agricultores e construtores de barcos.
O contato com estrangeiros também influenciou a língua. Palavras em inglês começaram a ser incorporadas ao bilua através do comércio, e a presença de soldados americanos aumentou a demanda pelo ensino da língua. Inicialmente, as escolas ensinavam apenas bilua e roviana, mas os mais velhos pressionaram pela inclusão do inglês, acreditando que traria melhores oportunidades para as gerações futuras.

## Fonologia

### Consoantes
O bilua possui 16 fonemas consonantais.
|                 |                 | Bilabial | Alveolar | Palatal | Velar |
| --------------- | --------------- | -------- | -------- | ------- | ----- |
| Plosiva         | Desvozeada      | pⓘ       | tⓘ       |         | kⓘ    |
| Plosiva         | Vozeada         | bⓘ       | dⓘ       |         | gⓘ    |
| Fricativa       | Desvozeada      | βⓘ       | sⓘ       |         |       |
| Fricativa       | Vozeada         |          | zⓘ       |         |       |
| Africada        | Desvozeada      |          | d͡ʒⓘ      |         |       |
| Nasal           | Nasal           | mⓘ       | nⓘ       | ɲⓘ      | ŋⓘ    |
| Lateral         | Lateral         |          | lⓘ       |         |       |
| Rótica/Vibrante | Rótica/Vibrante |          | rⓘ       |         |       |

- As plosivas vozeadas e a africada possuem alofones: elas são pré-nasalizadas entre vogais. A pré-nasalização não ocorre em posições iniciais de palavras.[36]

/b/,/d/,/g/,/dʒ/ → [mb/ⁿd/ŋg/ⁿdʒ] entre vogais
[b/d/g/dʒ] em início de palavras
Exemplo:
1. paɪⁿdaɛko → 'terminar'

- As plosivas desvozeadas e as fricativas desvozeadas são pronunciadas como consoantes longas quando ocorrem na segunda sílaba antes de um ditongo.

Exemplo:
1. kap̠p̠iaβole → 'rápido'

- A fricativa bilabial vozeada /β/ possui dois alofones: [β] e [w]. Em algumas variações /β/ é, às vezes, realizado como aproximante [w], especialmente na frente de vogal aberta /a/.

Exemplo:
1. βaito → retornar

Pode ser pronunciado como: [βaɪto] e [waɪto]
- A africada vozeada possui dois alofones: [ⁿdʒ] e [tʃ] em algumas variações.

Exemplo:
1. βaremudʒa → seis

Pode ser pronunciado como: /βaremuⁿdʒa/ e /βaremutʃa/

### Vogais
Há cinco vogais na língua bilua:
|         | Anterior | Central | Posterior |
| ------- | -------- | ------- | --------- |
| Fechada | iⓘ       |         | uⓘ        |
| Média   | eⓘ       |         | oⓘ        |
| Aberta  |          | aⓘ      |           |

Todos os tipos de combinações entre vogais podem ocorrer e quando elas pertencem a mesma palavra fonológica são ditongos. Quando ocorrem sozinhas, vogais não apresentam alofones. Entretanto, em ditongos, as vogais anteriores e posteriores são realizadas como semi-vogais: [ɪ], [ɛ], [ɔ] e [ʊ]. Quando elas são o segundo elemento: [iɛ], [iɔ], [iʊ], [eɪ], [eɔ], [eʊ], [aɪ], [aɛ], [aɔ], [oɪ], [oɛ], [oʊ], [iʊ], [uɛ], [uɔ]. Isso mostra que a primeira vogal do ditongo tende a ser o núcleo. A única exceção de vogais seguidas, onde nenhuma é semi-vogal, ocorre em um fenômeno chamado de reduplicação, mas as vogais são separadas e não fazem parte da mesma sílaba. Ou seja, não formam um ditongo.

### Tons
O bilua não é uma língua tonal, mas a entonação varia conforme o tipo de frase.  
1. Frases declarativas geralmente têm uma entonação decrescente, enquanto sentenças coordenadas apresentam entonação crescente em todas as partes, exceto na última, que é decrescente e seguida de uma pequena pausa.
2. Frases interrogativas sempre possuem entonação crescente, independentemente do tipo de pergunta.
3. Frases imperativas mantêm uma entonação estável, sem variações.[40]

### Transformações fonológicas
Primeira e segunda pessoa da forma singular ou plural proclíticos pronominais: /a/ (1a pessoa singular), /ŋo/ (2a pessoa singular), /ŋe/ (1a pessoa plural exclusivo) e /me/ (1a pessoa plural incluivo/2a pessoa plural) podem causar o vozeamento de uma plosiva desvozeada ou fricativa onset de uma sílaba concatenada: plosivas desvozeadas se tornam vozeadas, enquanto fricativa desvozeada /s/ se torna africada /dʒ/. A plosiva vozeada e a africada são pré-nasalizadas.
Clíticos pronominais quando precedem partícula de frases verbais sempre causam vozeamento e pré-nasalização. Além disso, formam palavras fonológicas sozinho quando precedem uma palavra iniciada de vogal, mas forma uma palavra fonológica com a palavra central quando precedem uma palavra iniciada com consoante.

### Fonotática
A língua bilua é (C)V para a primeira sílaba e CV para o restante. Sendo C representando consoante e V vogal ou ditongo. Ou seja, dentro de uma mesma palavra fonológica não há sequências de vogais, sendo /ee/ = "sim " a única exceção.
O número mínimo de sílabas por palavra fonológica é 1, sendo ela obrigatoriamente (CV) e o máximo 7.
| Ordem          | Exemplo        | Tradução       |
| -------------- | -------------- | -------------- |
| CV             | lea            | amanhã         |
| VCV            | ipu            | noite          |
| CVCV           | lezu           | cabeça         |
| VCVCV          | ariku          | quatro         |
| CVCVCV         | βidulu         | chave          |
| VCVCVCV        | inainaeko      | preparar       |
| CVCVCVCV       | pikimato       | cavar buraco   |
| CVCVCVCVCVCVCV | kolokologanisi | nome masculino |

Consoantes nunca aparecem no final da palavra, podendo aparecer apenas em posições no começo e no meio. Vogais podem aparecer em quaisquer posições. Existem, contudo, exceções para alguns ditongos:
- /au/ e /ae/ são os únicos que podem aparecer em começo de palavra.

- Todos podem ocorrer em posições no meio, exceto /ao/.

- Todos podem aparecer em posições finais, contudo /oa/ só aparece quando há um encontro de morfema.

### Prosódia
A tonicidade é aplicada na primeira sílaba fonológica da palavra. Em ditongos, a tonicidade é realizada como um proeminência no primeiro elemento. Contudo, a sílaba tônica pode cair na segunda sílaba fonológica quando a palavra fonológica não coincide com a palavra gramatical.

#### Clítico
As palavras em bilua podem possuir um ou mais clíticos. Estes se juntam a palavra "central" formando uma palavra fonológica. Clíticos não afetam a tonicidade da palavra central. Existem dois tipos de clíticos:
- Enclíticos: usam a palavra anterior como centro
- Proclítico: usam a palavra que se segue como centro

A maioria das palavras em bilua são enclíticas. Clíticos em bilua são: proclíticos pronominais, enclíticos pronominais, clíticos objetos, marcadores de estados (enclíticos), enclíticos derivados nominais, glifos (enclíticos), marcadores de orações relativas (enclíticos) e a conjunção subordinada que exprime sentido de propósito "le" (enclítico).
Exemplo:
1. 'uri=a=ma 'paⁿde → 'uma boa casa'

uri = boa forma uma palavra fonológica sozinha, levando marcação de tonicidade. "a" é uma conjunção e "ma" marca a terceira pessoa do singular feminino.

### Reduplicação
O fenômeno da reduplicação é algo comum na língua bilua. Ele pode ocorrer em substantivos, verbos, adjetivos, numerais e pode mudar a classificação ou não. Uma forma reduplicada pode ser formada por repetir as duas primeiras sílabas de uma forma não-reduplicada. Uma forma reduplicada consiste em duas palavras fonológicas e uma fronteira de reduplicação (fronteira da palavra fonológica). A primeira sílaba das duas palavras reduplicadas são tônicas.
Exemplo:
1. Forma não reduplicada: to-ru-ru → ovo
2. Forma reduplicada: to-ru-'to-ru-ru → rodada

## Ortografia
O sistema de escrita utilizado é o alfabeto latino, porém em uma versão reduzida, não possuindo as consoantes C, F, H, W, X e Y. As frases são lidas da esquerda para a direita, de cima para baixo e de forma horizontal. Além disso, a letra g não é utilizada sozinha.
| A a | B b  | D d  | E e | I i | J j      | K k | L l | M m | N n | Ṉ ṉ | Ng ng | O o | P p | Q q  | R r | S s | T t | U u | V v   | Z z |
| --- | ---- | ---- | --- | --- | -------- | --- | --- | --- | --- | --- | ----- | --- | --- | ---- | --- | --- | --- | --- | ----- | --- |
| [a] | [mb] | [ⁿd] | [ɛ] | [ɪ] | [ⁿd͡ʒ~tʃ] | [k] | [l] | [m] | [n] | [ɲ] | [ŋ]   | [ɔ] | [p] | [ɲg] | [r] | [s] | [t] | [ʊ] | [β~w] | [z] |

## Gramática

### Pronomes pessoais
Os pronomes pessoais do bilua possuem primeira, segunda e terceira pessoa. A terceira pessoa do singular marca diferença de gênero, algo particular do bilua.
|                              | Pronomes pessoais e demonstrativos | Pronomes pessoais e demonstrativos | Proclíticos | Clíticos objetos                        | Enclíticos |
| Distante                     | Próximo                            |                                    | Proclíticos | Clíticos objetos                        | Enclíticos |
| ---------------------------- | ---------------------------------- | ---------------------------------- | ----------- | --------------------------------------- | ---------- |
| 1a pessoa do singular        | anga                               | anga                               | a           | l                                       | lala       |
| 2a pessoa do singular        | ngo                                | ngo                                | ngo         | ng                                      | nga(langa) |
| 3a pessoa singular masculino | vo                                 | nei                                | o           | v                                       | la         |
| 3a pessoa singular feminino  | ko                                 | komi                               | ko          | k                                       | ma         |
| 1a pessoa dual exclusivo     | eqe                                | eqe                                | qe          | qel                                     | qela       |
| 1a pessoa dual inclusivo     | aniqe                              | aniqe                              | qe          | qel                                     | qela       |
| 2a pessoa dual               | qe                                 | qe                                 | qe          | qel                                     | qela       |
| 3a pessoa dual               | nioqa                              | nioqi                              | qo          | k (igual a 3a pessoa singular feminino) | nioqa      |
| 1a pessoa plural exclusivo   | aninge                             | aninge                             | nge         | ngel                                    | ngela      |
| 1a pessoa plural inclusivo   | anime                              | anime                              | me          | mel                                     | mela       |
| 2a pessoa plural             | me                                 | me                                 | me          | mel                                     | mela       |
| 3a pessoa plural             | se                                 | n                                  | ke          | m                                       | mu/ke/ve   |

Há distinção, no demonstrativo:
1. Distante: o falante não está próximo
2. Próximo: o falante está próximo

### Conjugação verbal
O centro de uma frase verbal no bilua é o predicado. Todas as frases verbais no bilua podem formar uma cláusula sozinha, exceto quando são formadas por um desses dois verbos: iko 'colocar'/'causar' ou elo 'se tornar'. Nesses casos, a frase verbal precisará de um complemento (frase complementar).

#### Marcadores de tempo e modo
Os marcadores de tempo e modo no bilua são sempre enclíticos e, de modo geral, dependem do último segmento da palavra a que eles estão conectados. Só existe um conjunto de marcadores de modo, o imperativo.
| Marcadores de tempo de modo | Marcadores de tempo de modo | Forma  | Distribuição                     | Exemplo      | Exemplo       |
| Marcadores de tempo de modo | Marcadores de tempo de modo | Forma  | Distribuição                     | pazo (bater) | pekao(dançar) |
| --------------------------- | --------------------------- | ------ | -------------------------------- | ------------ | ------------- |
| Presente                    | Presente                    | a/va   | va/ao ou io_ a em outros lugares | pazoka       | pekaova       |
| Futuro próximo              | Futuro próximo              | o      | ø/u_ o em outros lugares         | pazoko       | pekao         |
| Futuro                      | Futuro                      | ou/vou | ou/ C_ vou/ V_                   | pazokou      | pekaovou      |
| Passado próximo             | Passado próximo             | ala/la | ala/ C_ la/ V_                   | pazokala     | pekaola       |
| Passado remoto              | Passado remoto              | e/vi   | e/ C_ vi/ V_                     | pazoke       | pekaovi       |
| Sentença histórica          | Sentença histórica          | ake/ke | ake/ C_ ke/ V_                   | pazokake     | pekaoke       |
| Imperativo singular         | em clítico objeto           | a      |                                  | pazoka       |               |
| Imperativo singular         | em verbos intransitivos     | e/vi   | e/ C_ vi/ V_                     | -            | pekaovi       |
| Imperativo dual             | Imperativo dual             | oko/ko | oko/ C_ ko/ V_                   | pazokoko     | pekaoko       |
| Imperativo plural           | Imperativo plural           | omo/mo | omo/ C_ mo/ V_                   | pazokomo     | pekaomo       |

O verbo pazo, 'bater' é apresentado com uma consoante de ligação 'k' que faz a função de clítico objeto.
A distribuição ocorre da seguinte forma: se o verbo termina em uma consoante, como no caso de pazo (apresenta o k como consoante de ligação) ele adotará as marcas identificadas como '/C_', pois no bilua a ordem consoante vogal é alternada. O mesmo acontece de modo inverso, se o verbo termina em vogal (ditongo), como no caso de pekao, ele adotará as marcas identificadas como '/V_' pelo mesmo motivo (consoante vogal alternada).
O bilua não permite uma sequência de V(vogais ou ditongo), por isso, quando um marcador de tempo e modo se junta a um ditongo, ocorre a remoção do segundo elemento do ditongo. Se ocorre o fenômeno de enclítico, resultando em uma sequência de Vs, ocorre a realização de apenas um V.

### Ordem da frase e alinhamento
Existem dois tipos de frases no bilua, a frase que não possui verbo e a que possui verbo. Cada uma delas possui sua própria organização. O bilua é uma língua organizada da seguinte forma: Sujeito + verbo ou Sujeito + verbo + objeto
| Extremidade esquerda                                                                                  | Núcleo                             | Núcleo                                                                 | Extremidade direita                                                                                   |
| Extremidade esquerda                                                                                  | Sujeito                            | Predicado                                                              | Extremidade direita                                                                                   |
| --- | ---------------------------------- | ---------------------------------------------------------------------- | --- |
| Frase pós-posicional Frases nominais de local Frases nominais de tempo Advérbios Cláusulas adverbiais | Frase nominal + marcador de tópico | Frase nominal Frase pós-posicional Frase de local Marcador existencial | Frase pós-posicional Frases nominais de local Frases nominais de tempo Advérbios Cláusulas adverbiais |
| Opcional                                                                                              | Obrigatório                        | Obrigatório                                                            | Opcional                                                                                              |

| Extremidade esquerda | Núcleo                  | Núcleo                                       | Núcleo                  | Extremidade direita                                                                                               |
| Extremidade esquerda | Núcleo externo          | Núcleo interno                               | Núcleo externo          | Extremidade direita                                                                                               |
| --- | ----------------------- | -------------------------------------------- | ----------------------- | --- |
| Frase pós-posicional Frases nominais de local Frases nominais de tempo Advérbios Cláusulas adverbiais Marcador de negação | Núcleo da frase nominal | Frase verbal Frase complementar+frase verbal | Núcleo da frase nominal | Frase pós-posicional Frases nominais de local Frases nominais de tempo Advérbios Cláusulas adverbiais Modificador |
| Opcional | Opcional                | Obrigatório                                  | Opcional                | Opcional |

### Reduplicação
A reduplicação pode ser aplicada em verbos, substantivos, adjetivos e numerais e consiste em copiar uma parte de uma palavra ou ela inteira. A forma reduplicada é formada por CVCV, sendo que quando ocorre a reduplicação de uma palavra terminada em consoante, se adiciona a vogal 'i', pois nenhuma palavra fonológica no bilua pode ser terminada em consoante, todas terminam em vogais.
A reduplicação no bilua pode mudar a classificação da palavra ou não.

#### Mudança de categoria
Quando a reduplicação ocorre em um substantivo, ela pode derivar um adjetivo ou verbo. Se ocorre em um verbo, ela pode derivar um adjetivo ou substantivo.

##### Derivando adjetivos de substantivos
A reduplicação de um substantivo pode ocasionar um adjetivo:
| Substantivo em bilua | Português | Reduplicação (adjetivo) | Português      |
| -------------------- | --------- | ----------------------- | -------------- |
| potu                 | ferida    | potupotu                | ter uma ferida |
| toruru               | ovo       | torutoruru              | redondo        |
| puaro                | presente  | puaropuaro              | generoso       |

##### Derivando verbos de substantivos
Um substantivo reduplicado pode formar um verbo de ação que envolve, na ação, o indivíduo do substantivo. Nesse caso, a forma do verbo derivado, exceto pelas duas sílabas iniciais, não é previsível.
| Substantivo em bilua | Português    | Reduplicação (verbo)                                | Português         |
| -------------------- | ------------ | --------------------------------------------------- | ----------------- |
| iqe                  | joelho       | iqeiqe                                              | ajoelhar-se       |
| lenio                | língua       | lenioleniot (intransitivo) leniolenioe (transitivo) | lamber            |
| pari                 | poeira/areia | pariparit (intransitivo)                            | brincar com areia |

##### Derivando adjetivos de verbos
A reduplicação de um verbo pode derivar um adjetivo que descreve o resultado trazido pela situação do verbo.
| Verbo em bilua                                 | Português              | Reduplicação (adjetivo) | Português |
| ---------------------------------------------- | ---------------------- | ----------------------- | --------- |
| tibur (intransitivo) tiburi (transitivo)       | fechar                 | tibutiburi              | fechado   |
| niumat (intransitivo) niumaniumae (transitivo) | quebrar                | niumaniuma              | quebrado  |
| sukat (intransitivo) sukati (transitivo)       | se tornar cheio encher | sukasukati              | cheio     |

Derivando substantivos de verbos
A reduplicação de um verbo pode derivar um substantivo que indica: o instrumento da situação descrita pelo verbo, o resultado da situação descrita pelo verbo ou o objeto do verbo. Existem aqueles que não pertencem a nenhuma dessas classificações.
| Instrumento | Instrumento | Instrumento  | Instrumento  | Resultado                               | Resultado | Resultado    | Resultado    |
| Bilua       | Português   | Reduplicação | Reduplicação | Bilua                                   | Português | Reduplicação | Reduplicação |
| Bilua       | Português   | Bilua        | Português    | Bilua                                   | Português | Bilua        | Português    |
| ----------- | ----------- | ------------ | ------------ | --------------------------------------- | --------- | ------------ | ------------ |
| papu        | sentar      | papupapu     | cadeira      | podet (intransitvo) podeti (transitivo) | medir     | podepodeti   | medida       |

| Objeto                                   | Objeto    | Objeto       | Objeto       | Não se encaixam                      | Não se encaixam | Não se encaixam | Não se encaixam |
| Bilua                                    | Português | Reduplicação | Reduplicação | Bilua                                | Português       | Reduplicação    | Reduplicação    |
| Bilua                                    | Português | Bilua        | Português    | Bilua                                | Português       | Bilua           | Português       |
| ---------------------------------------- | --------- | ------------ | ------------ | ------------------------------------ | --------------- | --------------- | --------------- |
| bazut (instransitivo) bazue (transitivo) | contar    | bazubazu     | estórias     | pait (intransitivo) pai (transitivo) | terminar        | paitopaito      | último/fim      |

#### Sem mudança de categoria
Alguns verbos, poucos adjetivos e substantivos, e numerais podem ter uma reduplicação onde não ocorre a mudança de classificação da palavra. O mais comum é que a reduplicação, em verbos, indique repetição dos eventos e em adjetivos e substantivos indique plural.
| Verbos               | Verbos    | Verbos       | Verbos              | Adjetivos | Adjetivos | Adjetivos    | Adjetivos        |
| Bilua                | Português | Reduplicação | Português           | Bilua     | Português | Reduplicação | Português        |
| -------------------- | --------- | ------------ | ------------------- | --------- | --------- | ------------ | ---------------- |
| nanat (intransitivo) | morder    | nanananat    | morder muitas vezes | aza       | variados  | azaaza       | muita variedade  |
| vatuti (transitivo)  | mover     | vatuvatuti   | mover muitas vezes  | edo       | diferente | edoedo       | muito diferentes |

| Substantivos | Substantivos | Substantivos | Substantivos | Numerais               | Numerais     | Numerais                  | Numerais          |
| Bilua        | Português    | Reduplicação | Português    | Bilua                  | Português    | Reduplicação              | Português         |
| ------------ | ------------ | ------------ | ------------ | ---------------------- | ------------ | ------------------------- | ----------------- |
| qole         | mais velho   | qoleqole     | mais velhos  | siakava                | nove         | siakasiakava              | nove cada         |
| reko         | mulher       | rekoreko     | mulheres     | omadeu-paizana-siakava | cento e nove | omaomadeu-paizana-siakava | cento e nove cada |

##### Exceção
Existe um pronome, eri, que significa 'algo como isso' que pode ter uma forma reduplicada erieri, 'algo como issos'.

### Sentenças negativas
A marcação de negação é opcional e ocorre apenas antes do verbo. Se existe um adjunto que ocupa a mesma posição, então a partícula de negação precede ele. A única exceção é quando o adjunto é de ligação ou circunstancial. A partícula de negação, em bilua, é pui. Esta pode ser seguida de outros dois tipo de de marcadores: inio e ti. A negação acompanhada de inio indica que um evento ainda não ocorreu, mas se é esperado que aconteça em breve. A combinação com ti indica que um evento não ocorreu, mas era esperado que ocorresse. 
Exemplo de frases:
1. ...pui kapiavole ko=kati=v=a ko=a bakisa → '... ela não deu o dinheiro feito de conchas para ele rapidamente'[57]
2. Sole maba pui ge=raneo=vou... → 'Então, você realmente não vai ficar lá a noite...'[57]
3. Pui nio o=vou=va... → 'Ele ainda não morreu...' [mas vai morrer logo][57]

A partícula foi modificada para puli, pois ocorreria uma sequência de Vs, o que no bilua não pode acontecer. Para impedir, adiciona-se o 'l'.
Exemplo de frase:
1. ...puli=a=ma bolo a=dorae=k=a... →'...Eu encontrei um porco...'[59]

Existe um caso particular da negação. Essa é quando pui se junta com a conjunção mas (melai).
Exemplo de frase:
1. Pui [kobarol=ou keru] melai [ko=vait=ou keru] inio qe=kati=k=ou. → Não quando ela chegar mas quando ela retornar que daremos para ela.[61]

### Conjunções
As conjunções são separadas em duas, as coordenadas e as subordinadas. As coordenadas ligam elementos de mesma classificação, já as subordinadas marcam uma oração dependente e a ligam a uma independente.
| Coordenadas | Função                  | Português                                  | Subordinadas | Português                  |
| ----------- | ----------------------- | ------------------------------------------ | ------------ | -------------------------- |
| ni          | conjuntiva              | e                                          | puliako      | antes                      |
| ma          | disjuntiva              | ou                                         | maqa         | durante                    |
| melai       | adversativa             | mas                                        | palate       | durante                    |
| ini o       | sequencial              | sequencialmente/ e depois                  | le           | a fim de (indica intenção) |
| ti          | causal; intensificadora | e depois/consequentemente pode servir como | tea          | se                         |
| ta          | causal                  | e depois/consequentemente                  | ni/ko/ma/vo  | marcam sentenças relativas |

## Vocabulário

### Lista de Swadesh
A lista de swadesh é uma lista de palavras universais que todas as línguas provavelmente possuem. Ela é usada pelos linguistas para comparar diferentes línguas e suas possíveis relações.
| Inglês         | Bilua    | Português       | Inglês  | Bilua      | Português       | Inglês     | Bilua         | Português | Inglês   | Bilua       | Português      |
| -------------- | -------- | --------------- | ------- | ---------- | --------------- | ---------- | ------------- | --------- | -------- | ----------- | -------------- |
| I              | aŋa      | eu              | Root    | raki       | raiz            | Breast     | susu          | peito     | Rain     | ñoro        | chuva          |
| You (singular) | ŋɔ       | você (singular) | Bark    | tupu       | casca de árvore | Heart      | mbulɔ         | coração   | Stone    | laⁿdo       | pedra          |
| We (inclusive) | anime    | nós (inclusivo) | Skin    | tupu       | pele            | Liver      | kɔla          | fígado    | Sand     | karokoni    | areia          |
| This           | komi     | isso            | Flesh   | marambau   | carne           | Drink      | ⁿɟuvuato/sapɔ | beber     | Earth    | miⁿduku     | Terra          |
| That           | -        | aquilo          | Blood   | ⁿdara      | sangue          | Eat        | vuato/ɔkua    | comer     | Cloud    | lei         | nuvem          |
| Who            | -        | quem            | Bone    | piza       | osso            | Bite       | nanaelɔu      | morder    | Smoke    | kɔlu        | fumaça         |
| What           | -        | o que           | Grease  | kasi       | gordura         | See        | kelo/alea     | ver       | Fire     | uza         | fogo           |
| Not            | -        | não             | Egg     | tɔruru     | ovo             | Hear       | viŋgo         | ouvir     | Ash(es)  | pari        | cinza(s)       |
| All            | -        | todos           | Horn    | -          | chifre          | Know       | ñaño          | saber     | Burn     | siŋgato     | queimar        |
| Many           | kumbo    | muitos          | Tail    | sipuku     | rabo            | Sleep      | maroŋo/maroŋa | dormir    | Road     | keve        | rua            |
| One            | ɔmaⁿdeu  | um              | Feather | zambu      | pena            | Die        | vou           | morrer    | Mountain | sopu        | montanha       |
| Two            | ɔmuŋga   | dois            | Hair    | tou        | cabelo          | Kill       | vouvaiva      | matar     | Red      | ⁿdiri-ama   | vermelho       |
| Big            | matuma   | grande          | Head    | lezu       | cabeça          | Swim       | ruazo         | nadar     | Green    | luŋgumu-ama | verde          |
| Long           | rosi-ama | longo           | Ear     | taliŋa     | orelha          | Fly        | siⁿdiki       | voar      | Yellow   | vaŋgo-ama   | amarelo        |
| Small          | silo-ama | pequeno         | Eye     | vilu       | olho            | Walk       | talio         | andar     | White    | tapo-ama    | branco         |
| Woman          | rekɔ     | mulher          | Nose    | ŋgame/ziŋɔ | nariz           | Come       | kua           | vir       | Black    | simbi-ama   | preto          |
| Man            | mamba    | homem           | Mouth   | sutɔ       | boca            | Lie (down) | teku          | deitar    | Night    | ipu         | noite          |
| Person         | mamba    | pessoa          | Tooth   | taka       | dente           | Sit        | papi/papu     | sentar    | Warm     | vualavuala  | quente (clima) |
| Fish           | ñuñu     | peixe           | Tongue  | leño       | língua          | Stand      | loⁿɟo         | levantar  | Cold     | sarosaroro  | frio (clima)   |
| Bird           | mbiaŋa   | pássaro         | Claw    | -          | garras/unha     | Give       | katila/puaro  | dar       | Full     | sukato      | cheio          |
| Dog            | siele    | cachorro        | Foot    | -          | pé              | Say        | pesio/kiŋɔla  | faar      | New      | vairu-ama   | novo           |
| Louse          | sipi     | parasita        | Knee    | iŋge       | joelho          | Sun        | ŋañu          | sol       | Good     | uri         | bom            |
| Tree           | ore      | árvore          | Hand    | -          | mão             | Moon       | kambɔsɔ       | lua       | Round    | -           | redondo        |
| Seed           | sisu     | semente         | Belly   | siapa      | barriga         | Star       | suti          | estrela   | Dry      | tambaro     | seco           |
| Leaf           | lekɔna   | folha           | Neck    | ⁿgɔnaⁿgɔna | pescoço         | Water      | ⁿɟu           | água      | Name     | ŋi          | nome           |

### Numeração
Bilua possui um sistema numérico decimal.
| Número | Bilua     | Número | Bilua          | Número | Bilua              | Número | Bilua           |
| ------ | --------- | ------ | -------------- | ------ | ------------------ | ------ | --------------- |
| 1      | ɔmaⁿdeu   | 11     | toni ɔmaⁿdeu   | 21     | karabete ɔmaⁿdeu   | 40     | ariku toni      |
| 2      | ɔmuŋga    | 12     | toni ɔmuŋga    | 22     | karabete ɔmuŋga    | 50     | sike toni       |
| 3      | zouke     | 13     | toni zouke     | 23     | karabete zouke     | 60     | varimuⁿɟa toni  |
| 4      | ariku     | 14     | toni ariku     | 24     | karabete ariku     | 70     | sikeura toni    |
| 5      | sike      | 15     | toni sike      | 25     | karabete sike      | 80     | siotolu toni    |
| 6      | varimuⁿɟa | 16     | toni varimuⁿɟa | 26     | karabete varimuⁿɟa | 90     | siakava toni    |
| 7      | sikeura   | 17     | toni sikeura   | 27     | karabete sikeura   | 100    | ɔmaⁿdeu paizana |
| 8      | siotolu   | 18     | toni siotolu   | 28     | karabete siotolu   | 200    | ɔmuŋga paizana  |
| 9      | siakava   | 19     | toni siakava   | 29     | karabete siakava   | 1000   | ɔmaⁿdeu vurɔ    |
| 10     | toni      | 20     | karabete       | 30     | zouke toni         | 2000   | ɔmuŋga vurɔ     |

### Parentesco
Alguns termos no bilua possuem gêneros e outros não. Acima de tanama, com este incluso, todos possuem gênero herdado, o restante não.
| Bilua   | Português                                                 |
| ------- | --------------------------------------------------------- |
| niania  | mãe, tia, irmã da esposa                                  |
| mama    | pai, irmao do esposo, irmão do pai                        |
| papa    | irmão da mãe                                              |
| tanala  | esposo/marido                                             |
| tanama  | esposa                                                    |
| taite   | avô                                                       |
| apakora | criança do irmão                                          |
| mabuzu  | neto                                                      |
| meqora  | criança, crinaça da irmã, irmão do esposo, irmã da esposa |
| mani    | irmão da esposa, irmã do marido                           |
| kaka    | irmão mais velho                                          |
| visi    | irmão mais novo                                           |

### Amostra de texto
Esse conto popular foi contado por um líder tribal que percebeu que as crianças de Bilua falavam diferente das pessoas mais velhas. Sua intenção é manter a tradição e costumes bilua. Abaixo está apenas um trecho, o conto inteiro pode ser encontrado no apêndice 3 do livro do Obata.
| Bilua | Português |
| --- | --- |
| Anga ta aqa zaria vai bazu-bazuto kala bazu-bazulao, ni komia bazu-bazulao ta pui matu tuvevoama, melai silosiloamu kemai ibueko kikevema sole, ko pui kopa ereivo ni pui kopa kaevo melai, kekaseke koa bazu-bazulao kale. Kala matula peuru ta inevoana kama zavanga kale, ni voa matula peuru ale ta inevoana kala matula lekasa ta inevoana sai. Ni kubo maba madu ta inisiana sai koa matuma peuru ale. Nea matula peuruko keta-keta, ta inevoana kala siloala peuru. Koa siloala peuru ale ta kainioqa saqe, nio sai koa peuru ale. Nio nioqa saqe ta qokiada puliama nioqako meqora, puliako meqora sanga elo inio, vo, lasiveala ta ota vouva, rekoama ikio sai. Ni koa rekoama ta, moluama ovaeke, voa lasiveala. Nio so ti kobeta eva sai, ti kobaroa koko taku, ti ko ta kota vijara. Kovijariva kala meqora lasiveala, melai voa meqora ta pui maba melai siele. Siele inio voa meqora. Ti, ko ta kovati vaila, kovo meqora sole kovati vaila koniaeva, so ti so ti ota rapuka voa siele, siele-meqora. | Eu quero contar um conto popular, e este conto popular, não é muito verdadeiro, mas as pessoas fazem as crianças ficarem quietas quando contam esta estória. Isso é o que eles disseram, não é algo que aconteceu e não foi algo que ocorreu, mas ainda eles contam nesse conto. Existia uma vila muito grande em uma área, e nessa grande vila, existia um grande chefe, ele estava morando lá. E tinha muitas pessoas nessa grande vila. Na periferia dessa grande vila, existia uma pequena vila. Nessa vila pequena, tinha um casal, lá nessa vila. O casal estava vivendo sozinho; eles não tinham filhos. Antes de eles terem um filho, o marido morreu e a mulher foi deixada lá. A esposa foi deixada grávida pelo marido. E ela continuou lá, e quando chegou a hora, ela deu a luz. Ela teve um filho, mas esse filho não era um humano, mas cachorro. O filho era um cachorro. E ela cuidou dele, porque ele era seu filho ela cuidou dele, ela o alimentou, e assim se seguiu, e o cachorro cresceu, o criança-cachorro. |

## Menção
Em 2019, o Instituto Kulu Languages fez uma atividade que gravou a população das Ilhas Salomão falando suas línguas. Do começo do vídeo até o minuto 1:17, aparece um homem falando bilua.